# Fuad II av Egypten

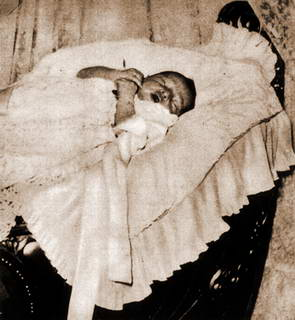
Kung Fuad under sin korta tid som nyfödd kronprins.

Fuad II av Egypten, Ahmad Fuad, född 16 januari 1952, blev kung av Egypten och Sudan 26 juli 1952 efter att hans far Farouk I abdikerat. Han behöll tronen till 18 juli 1953 då monarkin i landet avskaffades. 

## Utmärkelser
- Nilorden